# Metropole Télévision
Metropole Télévision SA eller Groupe M6 er en fransk mediekoncern og tv-station. Den blev etableret omkring tv-kanalen M6, der blev lanceret i 1987 af CLT (RTL Télévision) og La Lyonnaise des Eaux.
Øvrige tv-kanaler der drives af tv-stationen omfatter W9, 6ter, Paris Première, Téva, Gulli, Canal J, TiJi, MCM, MCM Pop og RFM TV. Radiokanaler omfatters RTL, RTL2 og Fun Radio.
De driver også tv-produktion, forlag, online medier og de ejer fodboldklubben FC Girondins de Bordeaux.